# Upeksa
Upekṣā (उपेक्षा, Sanskryt) lub Upekkhā (Pali), jest buddyjskim ujęciem zrównoważenia nazywanym też wielką równością, niewzruszonością lub doskonałą bezstronnością. Jest czwartą z Czterech Niezmierzoności (czterech szlachetnych stanów umysłu). Tybetańskim odpowiednikiem jest określenie btang.sñoms. Jest to bezstronny i zrównoważony stan umysłu charakteryzujący się brakiem silnych przywiązań (pożądań i pragnień), uprzedzeń (awersji) i decyzyjnego paraliżu wynikającego z niewłaściwego przeżywania niewiedzy. Niewzruszoność można ogólnie określić jako pewność, która jest rezultatem doświadczania wewnętrznej równowagi.
W stanie upekṣā osoba wciąż doświadcza i zauważa co się dzieje, posiada także możliwość świadomego i aktywnego działania (a nie zaledwie reaktywnego). Do zobrazowania tego stanu umysłu używa się często analogii, w której porównuje się umysły grupy ludzi do huraganu, a osobę znajdującą się w stanie upekṣā do oka cyklonu, gdzie trudno poczuć jakiekolwiek poruszenie powietrza. Ten stan umysłu jest także porównywalny do ciężkiej, metalowej kuli znajdującej się na doskonale równym podłożu. Ta kula jest pełna potencjału, a gdy już zacznie się toczyć, to prawie niemożliwe jest jej zatrzymanie, gdyż żadne zewnętrzne siły nie mają wpływu na jej ruch.
Efektem kultywowania Upeksy jest m.in. przeświadczenie o równości wszystkich czujących istot. Warto jednak zauważyć, że nie jest to pochodzące z zewnątrz przekonanie, będące efektem przyjęcia jakiejś zaproponowanej idei równości, lecz poczucie wynikające z niezakłóconej obecności w konkretnych sytuacjach. Wiąże się z tym pewność bycia w pełni włączonym w wydarzenia – rozpoznanie zdolności do przyjmowania wielu różnych doświadczeń i przeżywania różnych stanów bez uszczerbku dla tego, kto jest ich świadkiem. Będąc stuprocentowo zaangażowanymi w sytuację, pozbywamy się lęków i uprzedzeń, które oddzielałyby nas od innych istot. Nie oznacza to jednak, że nie możemy oceniać ich działań: